# Pibrac
Pibrac est une commune française située dans le nord du département de la Haute-Garonne (31), en région Occitanie.
Sur le plan historique et culturel, la commune est dans le Pays toulousain, qui s’étend autour de Toulouse le long de la vallée de la Garonne, bordé à l’ouest par les coteaux du Savès, à l’est par ceux du Lauragais et au sud par ceux de la vallée de l’ Ariège et du Volvestre. Exposée à un climat océanique altéré, elle est drainée par l'Aussonnelle, le Courbet, le ruisseau du Panariol, le ruisseau du Rouchet et par divers autres petits cours d'eau. La commune possède un patrimoine naturel remarquable composé de trois zones naturelles d'intérêt écologique, faunistique et floristique. Une partie de la forêt de Bouconne est située sur le territoire de la commune.
Pibrac est une commune urbaine qui compte 8 828 habitants en 2022, après avoir connu une forte hausse de la population depuis 1962. Elle est dans l'agglomération toulousaine et fait partie de l'aire d'attraction de Toulouse. Ses habitants sont appelés les Pibracais et Pibracaises.
Le patrimoine architectural de la commune comprend deux bâtiments protégés au titre des monuments historiques : le château, inscrit en 1932 puis classé en 1947, et l'église Sainte-Marie-Madeleine, inscrite en 1946.

## Géographie

### Localisation
La commune de Pibrac se trouve dans le département de la Haute-Garonne, en région Occitanie.
Sur le plan historique et culturel, Pibrac fait partie du pays toulousain, une ceinture de plaines fertiles entrecoupées de bosquets d'arbres, aux molles collines semées de fermes en briques roses, inéluctablement grignotée par l'urbanisme des banlieues.
Elle se situe à 13 km à vol d'oiseau de Toulouse, préfecture du département.
La commune fait en outre partie du bassin de vie de Toulouse.
Les communes les plus proches sont : 
Brax (3,7 km), Colomiers (4,1 km), Léguevin (4,6 km), La Salvetat-Saint-Gilles (4,7 km), Cornebarrieu (4,9 km), Plaisance-du-Touch (5,8 km), Tournefeuille (6,0 km), Mondonville (6,0 km).

### Communes limitrophes
Pibrac est limitrophe de dix autres communes dont plusieurs communes par un quinquepoint.
| Montaigut-sur-Save, Daux (par un quinquepoint) | Mondonville | Cornebarrieu       |
| Lévignac, Lasserre-Pradère                     | Pibrac      | Colomiers          |
| Brax                                           | Léguevin    | Plaisance-du-Touch |

### Géologie et relief
La superficie de la commune est de 2 586 hectares ; son altitude varie de 145  à   237 mètres.

### Hydrographie

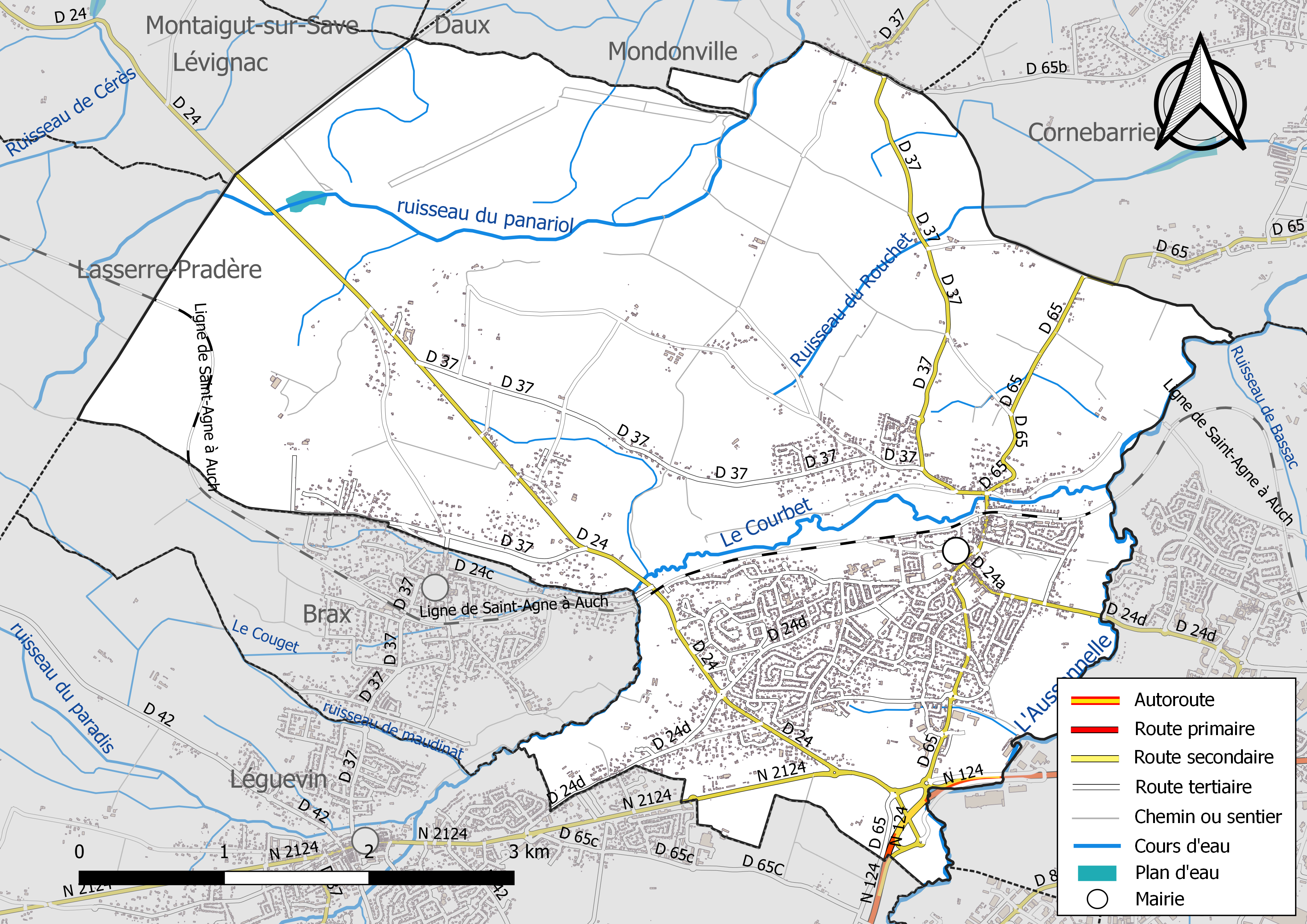
Réseaux hydrographique et routier de Pibrac.

La commune est dans le bassin de la Garonne, au sein du bassin hydrographique Adour-Garonne. Elle est drainée par l'Aussonnelle, le Courbet, le ruisseau du Panariol, le ruisseau du Rouchet, le ruisseau de la Chauge et par divers petits cours d'eau, constituant un réseau hydrographique de 25 km de longueur totale,.
L'Aussonnelle, d'une longueur totale de 42,4 km, prend sa source dans la commune de Saint-Thomas et s'écoule du sud-ouest vers le nord-est. Il traverse la commune et se jette dans la Garonne à Seilh, après avoir traversé 12 communes.
Le Courbet, d'une longueur totale de 10,1 km, prend sa source dans la commune de Léguevin et s'écoule du sud-ouest vers le nord-est. Il traverse la commune et se jette dans l'Aussonnelle à Colomiers, après avoir traversé 4 communes.
Le ruisseau du Panariol, d'une longueur totale de 14,24 km, prend sa source dans la commune de Lasserre-Pradère et s'écoule du sud-ouest vers le nord-est. Il traverse la commune et se jette dans l'Aussonnelle à Aussonne, après avoir traversé 4 communes.

### Climat
Pour des articles plus généraux, voir Climat de l'Occitanie et Climat de la Haute-Garonne.
En 2010, le climat de la commune est de type climat du Bassin du Sud-Ouest, selon une étude s'appuyant sur une série de données couvrant la période 1971-2000. En 2020, Météo-France publie une typologie des climats de la France métropolitaine dans laquelle la commune est exposée à un climat océanique altéré et est dans la région climatique Aquitaine, Gascogne, caractérisée par une pluviométrie abondante au printemps, modérée en automne, un faible ensoleillement au printemps, un été chaud (19,5 °C), des vents faibles, des brouillards fréquents en automne et en hiver et des orages fréquents en été (15 à 20 jours).
Pour la période 1971-2000, la température annuelle moyenne est de 13,1 °C, avec une amplitude thermique annuelle de 15,8 °C. Le cumul annuel moyen de précipitations est de 702 mm, avec 9,6 jours de précipitations en janvier et 5,5 jours en juillet. Pour la période 1991-2020, la température moyenne annuelle observée sur la station météorologique la plus proche, située sur la commune de Blagnac à 9 km à vol d'oiseau, est de 14,2 °C et le cumul annuel moyen de précipitations est de 627,0 mm,. Pour l'avenir, les paramètres climatiques de la commune estimés pour 2050 selon différents scénarios d'émission de gaz à effet de serre sont consultables sur un site dédié publié par Météo-France en novembre 2022.

### Milieux naturels et biodiversité

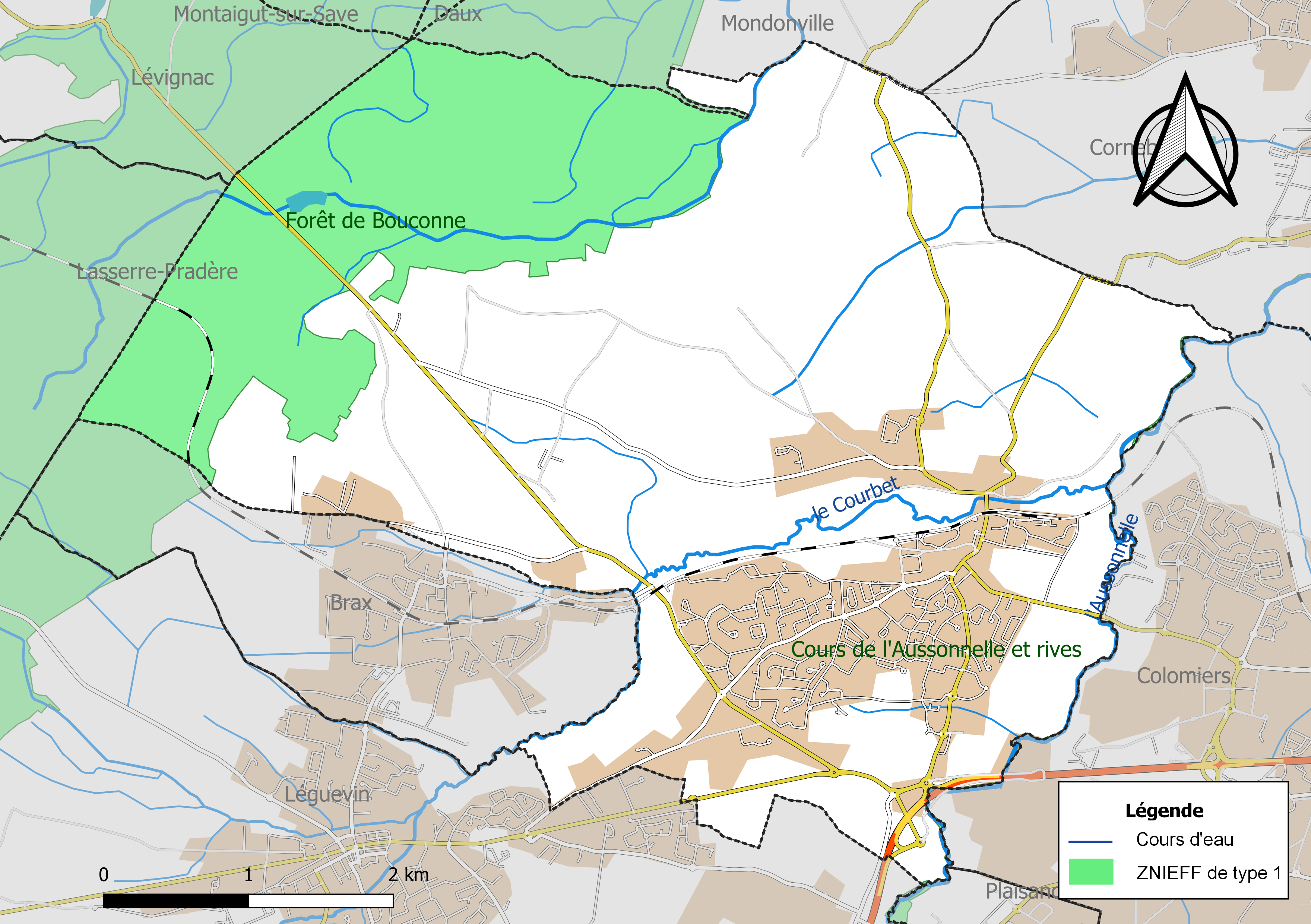
Carte des ZNIEFF de type 1 localisées sur la commune.

L’inventaire des zones naturelles d'intérêt écologique, faunistique et floristique (ZNIEFF) a pour objectif de réaliser une couverture des zones les plus intéressantes sur le plan écologique, essentiellement dans la perspective d’améliorer la connaissance du patrimoine naturel national et de fournir aux différents décideurs un outil d’aide à la prise en compte de l’environnement dans l’aménagement du territoire.
Deux ZNIEFF de type 1 sont recensées sur la commune :
le « cours de l'Aussonnelle et rives » (76 ha), couvrant 12 communes du département et 
la « forêt de Bouconne » (2 868 ha), couvrant 10 communes dont neuf dans la Haute-Garonne et une dans le Gers
et une ZNIEFF de type 2, : 
les « terrasses de Bouconne et du Courbet » (2 088 ha), couvrant 5 communes du département.
L’association Jardin Nature Pibrac (31820) a créé un Chemin de découverte de la Biodiversité long de 4 km et ponctué de 17 bornes permettant d’accéder, via l'application smartphone  "Nature Pibrac", à des informations en 5 langues, écrites et lues, à propos de la biodiversité végétale et animale dans la zone verte et bleue à proximité de la ville et en bordure de zones agricoles et forestières.  Plus informations sont disponibles sur le site https://jardinnaturepibrac.org.

## Urbanisme

### Typologie
Au 1er janvier 2024, Pibrac est catégorisée ceinture urbaine, selon la nouvelle grille communale de densité à sept niveaux définie par l'Insee en 2022.
Elle appartient à l'unité urbaine de Toulouse, une agglomération inter-départementale regroupant 81  communes, dont elle est une commune de la banlieue,,. Par ailleurs la commune fait partie de l'aire d'attraction de Toulouse, dont elle est une commune de la couronne,. Cette aire, qui regroupe 527 communes, est catégorisée dans les aires de 700 000 habitants ou plus (hors Paris),.

### Occupation des sols

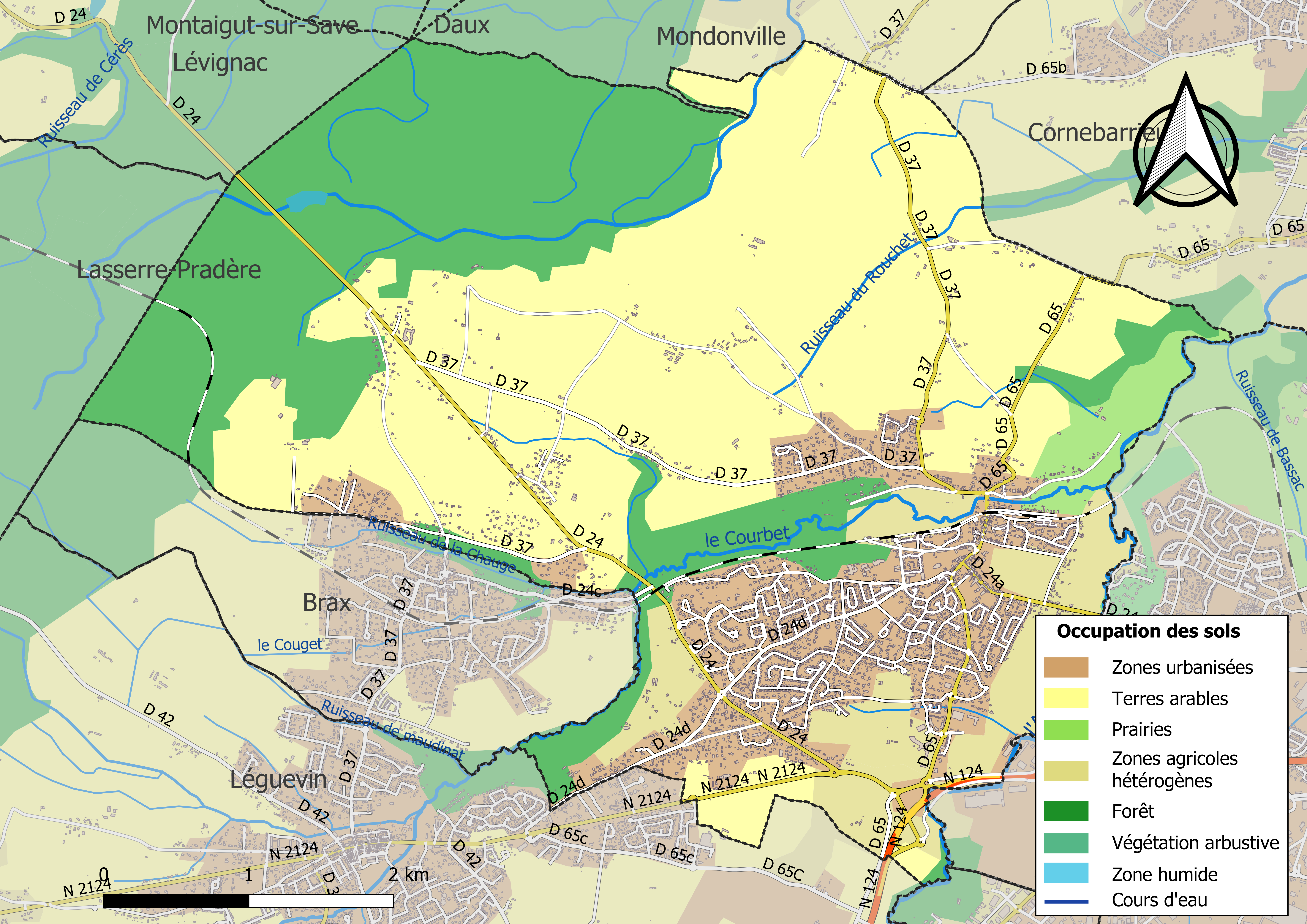
Carte des infrastructures et de l'occupation des sols de la commune en 2018 (CLC).

L'occupation des sols de la commune, telle qu'elle ressort de la base de données européenne d’occupation biophysique des sols Corine Land Cover (CLC), est marquée par l'importance des territoires agricoles (52,6 % en 2018), en diminution par rapport à 1990 (57,9 %). La répartition détaillée en 2018 est la suivante : 
terres arables (42,7 %), forêts (28,9 %), zones urbanisées (18,3 %), zones agricoles hétérogènes (7,5 %), prairies (2,3 %), mines, décharges et chantiers (0,2 %). L'évolution de l’occupation des sols de la commune et de ses infrastructures peut être observée sur les différentes représentations cartographiques du territoire : la carte de Cassini (XVIIIe siècle), la carte d'état-major (1820-1866) et les cartes ou photos aériennes de l'IGN pour la période actuelle (1950 à aujourd'hui).

### Voies de communication et transports

#### Voies de communication
Accès par la route nationale 124.

#### Transports
La commune compte une gare du réseau SNCF sur son territoire, la gare de Pibrac, desservie quotidiennement par des TER Occitanie effectuant des missions entre les gares de Toulouse-Matabiau, L'Isle-Jourdain et Auch.
Pibrac est desservie par la ligne 32 du réseau Tisséo, permettant de rejoindre la gare de Colomiers et la gare des Ramassiers, pour ensuite atteindre Toulouse par la ligne C. La commune est également desservie par la ligne 935 du réseau liO, reliant Toulouse à Auch.

### Risques majeurs
Le territoire de la commune de Pibrac est vulnérable à différents aléas naturels : météorologiques (tempête, orage, neige, grand froid, canicule ou sécheresse), inondations, feux de forêts et séisme (sismicité très faible). Un site publié par le BRGM permet d'évaluer simplement et rapidement les risques d'un bien localisé soit par son adresse soit par le numéro de sa parcelle.
Certaines parties du territoire communal sont susceptibles d’être affectées par le risque d’inondation par débordement de cours d'eau, notamment le Courbet et le ruisseau du Panariol. La commune a été reconnue en état de catastrophe naturelle au titre des dommages causés par les inondations et coulées de boue survenues en 1982, 1989, 1993, 2000, 2009, 2014 et 2017,.
Un plan départemental de protection des forêts contre les incendies a été approuvé par arrêté préfectoral du 25 septembre 2006. Pibrac est exposée au risque de feu de forêt du fait de la présence sur son territoire du massif de Bouconne. Il est ainsi défendu aux propriétaires de la commune et à leurs ayants droit de porter ou d’allumer du feu dans l'intérieur et à une distance de 200 mètres des bois, forêts, plantations, reboisements ainsi que des landes. L’écobuage est également interdit, ainsi que les feux de type méchouis et barbecues, à l’exception de ceux prévus dans des installations fixes (non situées sous couvert d'arbres) constituant une dépendance d'habitation,.

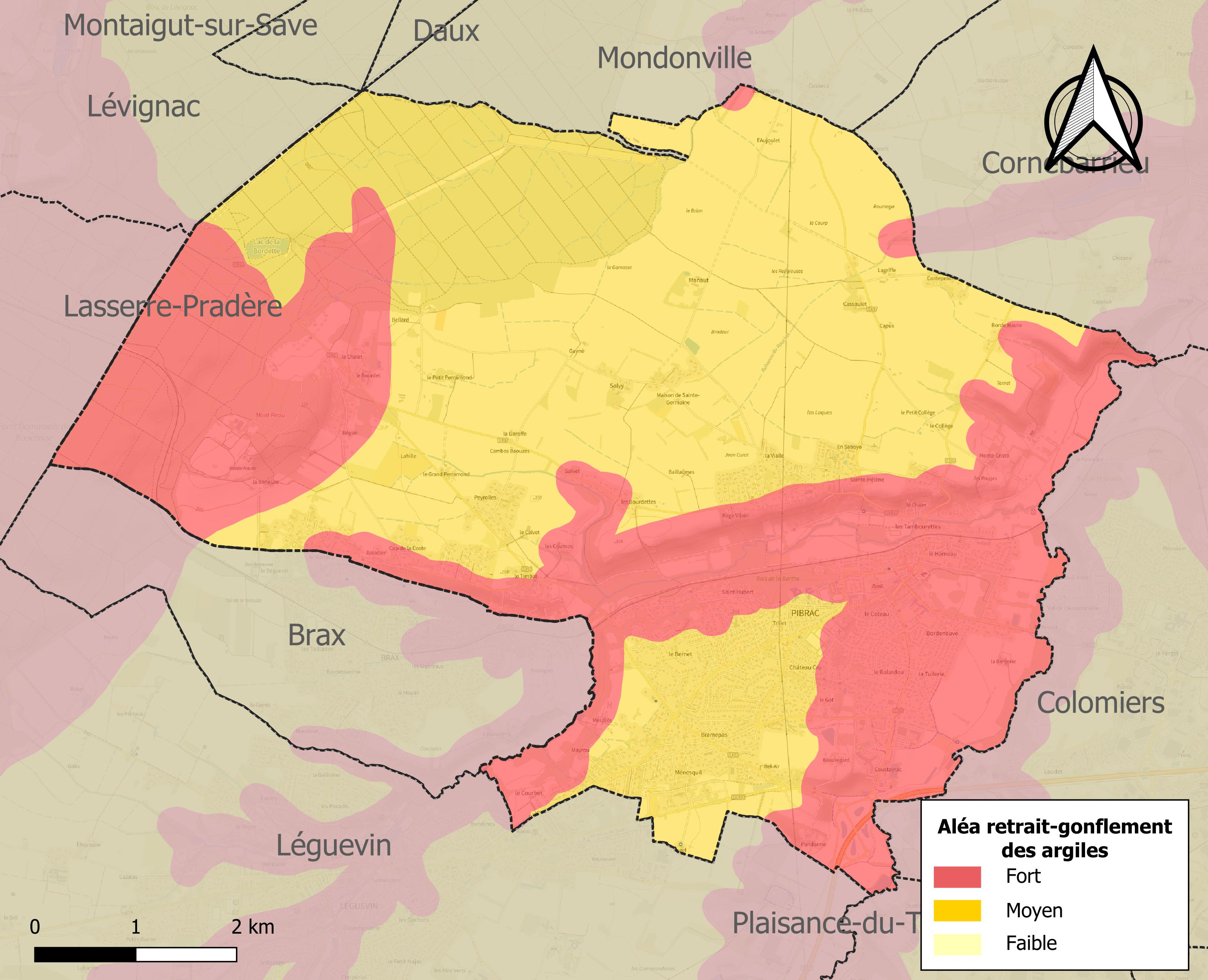
Carte des zones d'aléa retrait-gonflement des sols argileux de Pibrac.

Le retrait-gonflement des sols argileux est susceptible d'engendrer des dommages importants aux bâtiments en cas d’alternance de périodes de sécheresse et de pluie. La totalité de la commune est en aléa moyen ou fort (88,8 % au niveau départemental et 48,5 % au niveau national). Sur les 2 955 bâtiments dénombrés sur la commune en 2019, 2 955 sont en aléa moyen ou fort, soit 100 %, à comparer aux 98 % au niveau départemental et 54 % au niveau national. Une cartographie de l'exposition du territoire national au retrait gonflement des sols argileux est disponible sur le site du BRGM,.
Par ailleurs, afin de mieux appréhender le risque d’affaissement de terrain, l'inventaire national des cavités souterraines permet de localiser celles situées sur la commune.
Concernant les mouvements de terrains, la commune a été reconnue en état de catastrophe naturelle au titre des dommages causés par la sécheresse en 1989, 1991, 1993, 1998, 1999, 2006, 2008, 2011, 2012, 2016 et 2020 et par des mouvements de terrain en 1999.

## Toponymie
Ce nom vient probablement de *Piperacum, du latin piper, "poivre", pebre en occitan, employé pour désigner un lieu où habitait un homme au caractère caustique et pour cette raison surnommé Piper.

## Histoire
On sait qu'au début du XIIe siècle, il existe un castrum entre les cours d'eau du Courbet et de l'Aussonnelle, sur un promontoire. La motte fortifiée et ses alentours composés de lieux d'habitations dont celle du seigneur constitue le village de Pibrac. Le premier seigneur connu se nomme Pierre de Pibrac. Le territoire est sous l'influence des seigneurs de L'Isle-Jourdain et des chevaliers de l'ordre des Hospitaliers.
Pibrac est notamment la ville d'origine de Guy Du Faur de Pibrac au XVIe siècle, et de Germaine Cousin, une bergère, devenue, après sa canonisation, sainte Germaine. Son corps a été retrouvé en 1664, presque intact. Au départ, c'est un culte populaire qui se développe mais en 1854, elle est béatifiée par l'Église. Elle y est enterrée et une basilique, de style romano-byzantin, qui lui est dédiée, a été édifiée dans les années 1900.

### Héraldique
| Pibrac | Son blasonnement est : Palé de sable et d'or de quatre pièces. |

## Politique et administration

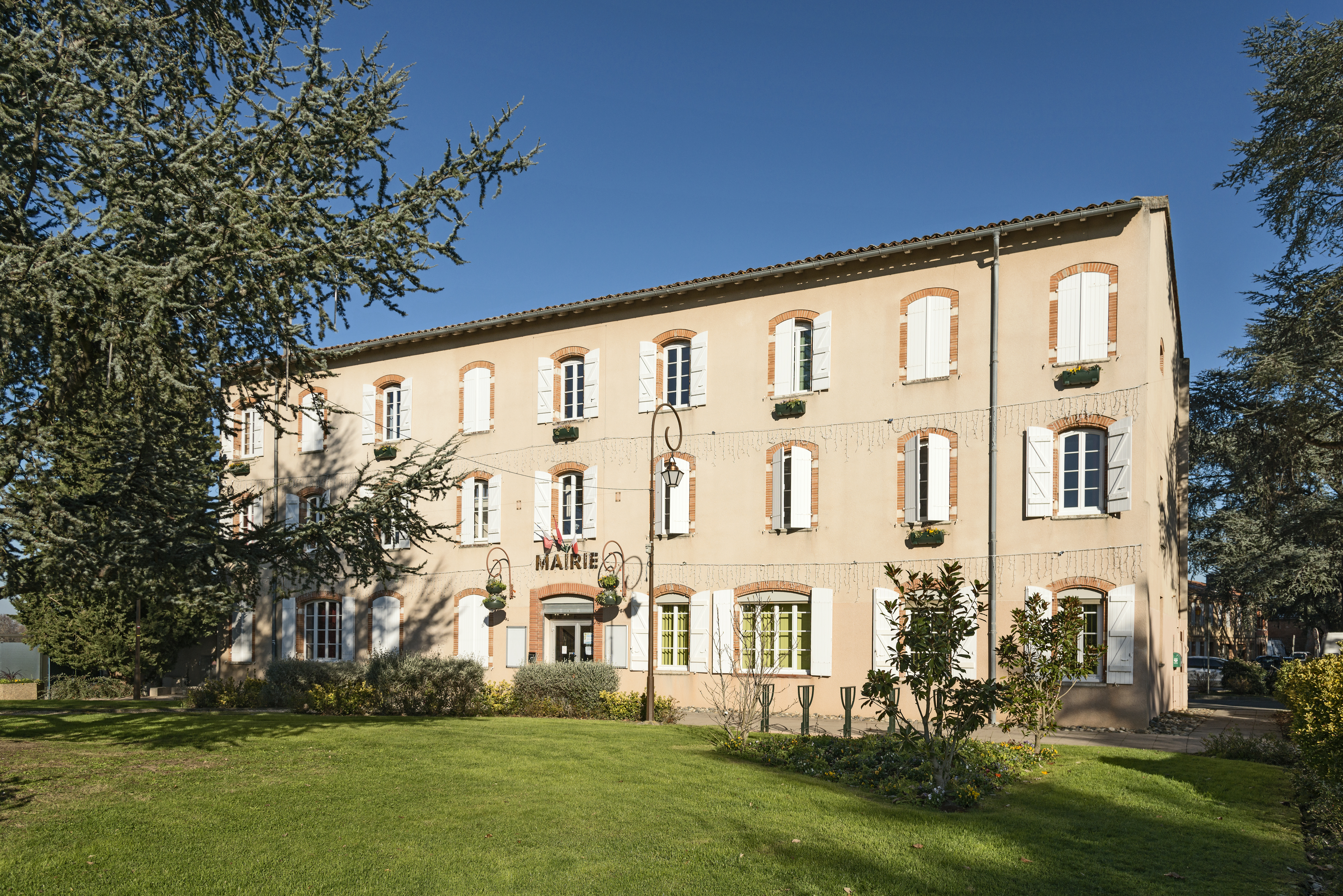
La mairie.
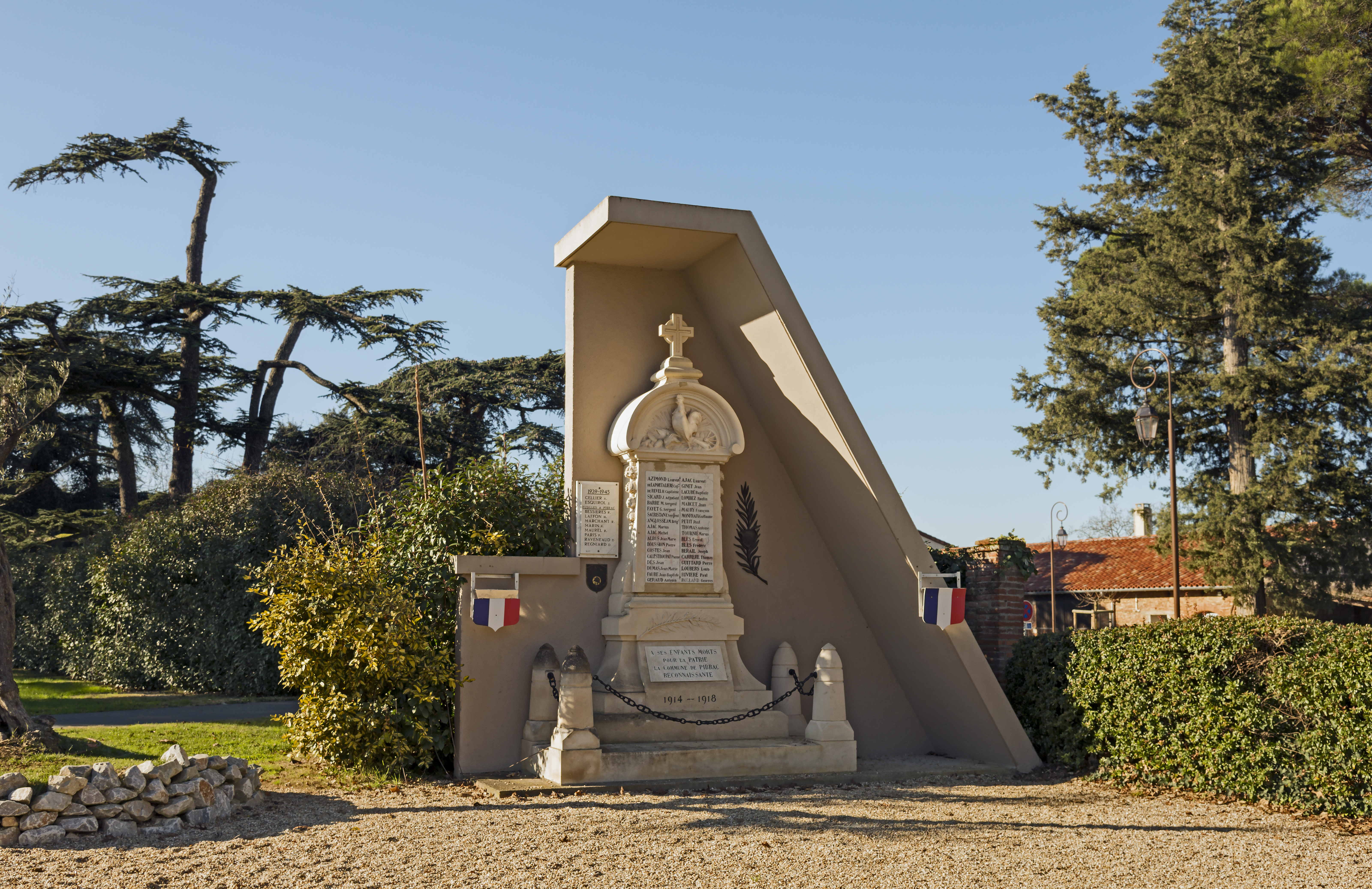
Monument aux morts.

### Rattachements administratifs et électoraux
La commune fait partie de la sixième circonscription de la Haute-Garonne de Toulouse Métropole et du Canton de Toulouse-7 (avant le redécoupage départemental de 2014, Pibrac faisait partie de l'ex-canton de Léguevin).

### Liste des maires
| Période                                  | Période                           | Identité            | Étiquette | Qualité |
| ---------------------------------------- | --------------------------------- | ------------------- | --------- | --- |
| 1953                                     | 1971                              | Jean Béziat         | MRG       | |
| 1971                                     | 1995                              | Henri Courtines     | RPR       | Chef des services régionaux de l'Office National Interprofessionnel des Céréales |
| 1995                                     | 2014                              | Robert Bon          | PS        | Retraité d'Airbus |
| 2014                                     | 2015                              | David Saint-Mellion | PS        | Professeur agrégé Adjoint au maire de Pibrac (1995-2014) |
| 2015                                     | 2020                              | Bruno Costes        | LR        | Docteur en chimie Président de la Commission Voirie de Toulouse Métropole Directeur chargé de l’Environnement et des Affaires publiques d'Airbus Président du Comité d’Orientation Stratégique Environnement et Responsabilité Sociétale du groupe AFNOR |
| 2020                                     | démissionnaire le 18 octobre 2024 | Camille Pouponneau  | PS        | Conseillère départementale de Haute-Garonne (Toulouse-7) jusqu'en 2021 Présidente de l'association pour le logement des jeunes en Occitanie Présidente de la Commission Economie, innovation et emploi de Toulouse Métropole                             |
| 2024                                     | En cours                          | Denise Cortijo.     |           | |
| Les données manquantes sont à compléter. |                                   |                     |           | |

### Administration municipale
Le nombre d'habitants au recensement de 2017 étant compris entre 5 000 habitants et 9 999 habitants, le nombre de membres du conseil municipal pour l'élection de 2020 est de vingt-neuf,.
Le maire est entouré de 8 adjoints et de 20 conseillers municipaux.
Depuis les élections municipales de 2020, sa composition est la suivante :

## Population et société

### Démographie
| 1793 | 1800 | 1806 | 1821 | 1831 | 1836 | 1841 | 1846 | 1851 |
| ---- | ---- | ---- | ---- | ---- | ---- | ---- | ---- | ---- |
| 567  | 613  | 715  | 668  | 747  | 790  | 757  | 893  | 834  |

| 1856 | 1861 | 1866 | 1872 | 1876 | 1881 | 1886 | 1891 | 1896 |
| ---- | ---- | ---- | ---- | ---- | ---- | ---- | ---- | ---- |
| 880  | 914  | 974  | 931  | 914  | 926  | 998  | 998  | 947  |

| 1901 | 1906 | 1911 | 1921 | 1926 | 1931 | 1936 | 1946 | 1954 |
| ---- | ---- | ---- | ---- | ---- | ---- | ---- | ---- | ---- |
| 886  | 769  | 750  | 726  | 784  | 688  | 771  | 829  | 959  |

| 1962  | 1968  | 1975  | 1982  | 1990  | 1999  | 2006  | 2007  | 2012  |
| ----- | ----- | ----- | ----- | ----- | ----- | ----- | ----- | ----- |
| 1 036 | 1 518 | 2 291 | 4 245 | 5 879 | 7 440 | 7 713 | 7 755 | 8 272 |

| 2017  | 2022  | - | - | - | - | - | - | - |
| ----- | ----- | - | - | - | - | - | - | - |
| 8 459 | 8 828 | - | - | - | - | - | - | - |

| selon la population municipale des années : | 1968 | 1975 | 1982 | 1990 | 1999 | 2006 | 2009 | 2013 |
| Rang de la commune dans le département      | 44   | 36   | 23   | 19   | 19   | 22   | 23   | 25   |
| Nombre de communes du département           | 592  | 582  | 586  | 588  | 588  | 588  | 589  | 589  |

## Économie

### Revenus
En 2018  (données Insee publiées en septembre 2021), la commune compte 3 470 ménages fiscaux, regroupant 9 014 personnes. La médiane du revenu disponible par unité de consommation est de 29 610 € (23 140 € dans le département). 71 % des ménages fiscaux sont imposés (55,3 % dans le département).

### Emploi
|                | 2008  | 2013  | 2018  |
| -------------- | ----- | ----- | ----- |
| Commune        | 4,4 % | 5,3 % | 6,2 % |
| Département    | 7,7 % | 9,6 % | 9,3 % |
| France entière | 8,3 % | 10 %  | 10 %  |

En 2018, la population âgée de 15 à 64 ans s'élève à 5 326 personnes, parmi lesquelles on compte 75,9 % d'actifs (69,6 % ayant un emploi et 6,2 % de chômeurs) et 24,1 % d'inactifs,. Depuis 2008, le taux de chômage communal (au sens du recensement) des 15-64 ans est inférieur à celui de la France et du département.
La commune fait partie de la couronne de l'aire d'attraction de Toulouse, du fait qu'au moins 15 % des actifs travaillent dans le pôle,. Elle compte 1 538 emplois en 2018, contre 1 397 en 2013 et 1 300 en 2008. Le nombre d'actifs ayant un emploi résidant dans la commune est de 3 768, soit un indicateur de concentration d'emploi de 40,8 % et un taux d'activité parmi les 15 ans ou plus de 59,7 %.
Sur ces 3 768 actifs de 15 ans ou plus ayant un emploi, 646 travaillent dans la commune, soit 17 % des habitants. Pour se rendre au travail, 85,3 % des habitants utilisent un véhicule personnel ou de fonction à quatre roues, 4,7 % les transports en commun, 7,1 % s'y rendent en deux-roues, à vélo ou à pied et 3 % n'ont pas besoin de transport (travail au domicile).

### Activités hors agriculture

#### Secteurs d'activités
566 établissements sont implantés  à Pibrac au 31 décembre 2019. Le tableau ci-dessous en détaille le nombre par secteur d'activité et compare les ratios avec ceux du département,.
| Secteur d'activité                                                                                        | Commune | Commune | Département |
| Secteur d'activité                                                                                        | Nombre  | %       | %           |
| --- | ------- | ------- | ----------- |
| Ensemble                                                                                                  | 566     | 100 %   | (100 %)     |
| Industrie manufacturière, industries extractives et autres                                                | 30      | 5,3 %   | (5,7 %)     |
| Construction                                                                                              | 59      | 10,4 %  | (12 %)      |
| Commerce de gros et de détail, transports, hébergement et restauration                                    | 91      | 16,1 %  | (25,9 %)    |
| Information et communication                                                                              | 21      | 3,7 %   | (4,1 %)     |
| Activités financières et d'assurance                                                                      | 16      | 2,8 %   | (3,8 %)     |
| Activités immobilières                                                                                    | 27      | 4,8 %   | (4,2 %)     |
| Activités spécialisées, scientifiques et techniques et activités de services administratifs et de soutien | 121     | 21,4 %  | (19,8 %)    |
| Administration publique, enseignement, santé humaine et action sociale                                    | 139     | 24,6 %  | (16,6 %)    |
| Autres activités de services                                                                              | 62      | 11 %    | (7,9 %)     |

Le secteur de l'administration publique, l'enseignement, la santé humaine et l'action sociale est prépondérant sur la commune puisqu'il représente 24,6 % du nombre total d'établissements de la commune (139 sur les 566 entreprises implantées  à Pibrac), contre 16,6 % au niveau départemental.

#### Entreprises et commerces
Les cinq entreprises ayant leur siège social sur le territoire communal qui génèrent le plus de chiffre d'affaires en 2020 sont : 
- La Bouconne SARL, hébergement médicalisé pour personnes âgées (3 190 k€) ;
- Sud Marche Groupe - SMG, commerce de gros (commerce interentreprises) de fruits et légumes (2 285 k€) ;
- Garage Ponsin, commerce de voitures et de véhicules automobiles légers (1 128 k€) ;
- H&B Habitat Construire Autrement, construction de maisons individuelles (1 102 k€) ;
- Chic Planet'voyages, activités des agences de voyages (726 k€).

### Agriculture
La commune est dans les « Coteaux du Gers », une petite région agricole occupant une partie nord-ouest du département de la Haute-Garonne, caractérisée par une succession de coteaux peu accidentés, les surfaces cultivées étant entièrement dévolues aux grandes cultures. En 2020, l'orientation technico-économique de l'agriculture  sur la commune est la culture de céréales et/ou d'oléoprotéagineuses.
|               | 1988 | 2000 | 2010  | 2020  |
| ------------- | ---- | ---- | ----- | ----- |
| Exploitations | 33   | 22   | 18    | 18    |
| SAU (ha)      | 913  | 909  | 1 352 | 1 606 |

Le nombre d'exploitations agricoles en activité et ayant leur siège dans la commune est passé de 33 lors du recensement agricole de 1988  à 22 en 2000 puis à 18 en 2010 et enfin à 18 en 2020, soit une baisse de 45 % en 32 ans. Le même mouvement est observé à l'échelle du département qui a perdu pendant cette période 57 % de ses exploitations,. La surface agricole utilisée sur la commune a quant à elle augmenté, passant de 913 ha en 1988 à 1 606 ha en 2020. Parallèlement la surface agricole utilisée moyenne par exploitation a augmenté, passant de 28 à 89 ha.

## Vie pratique

### Enseignement

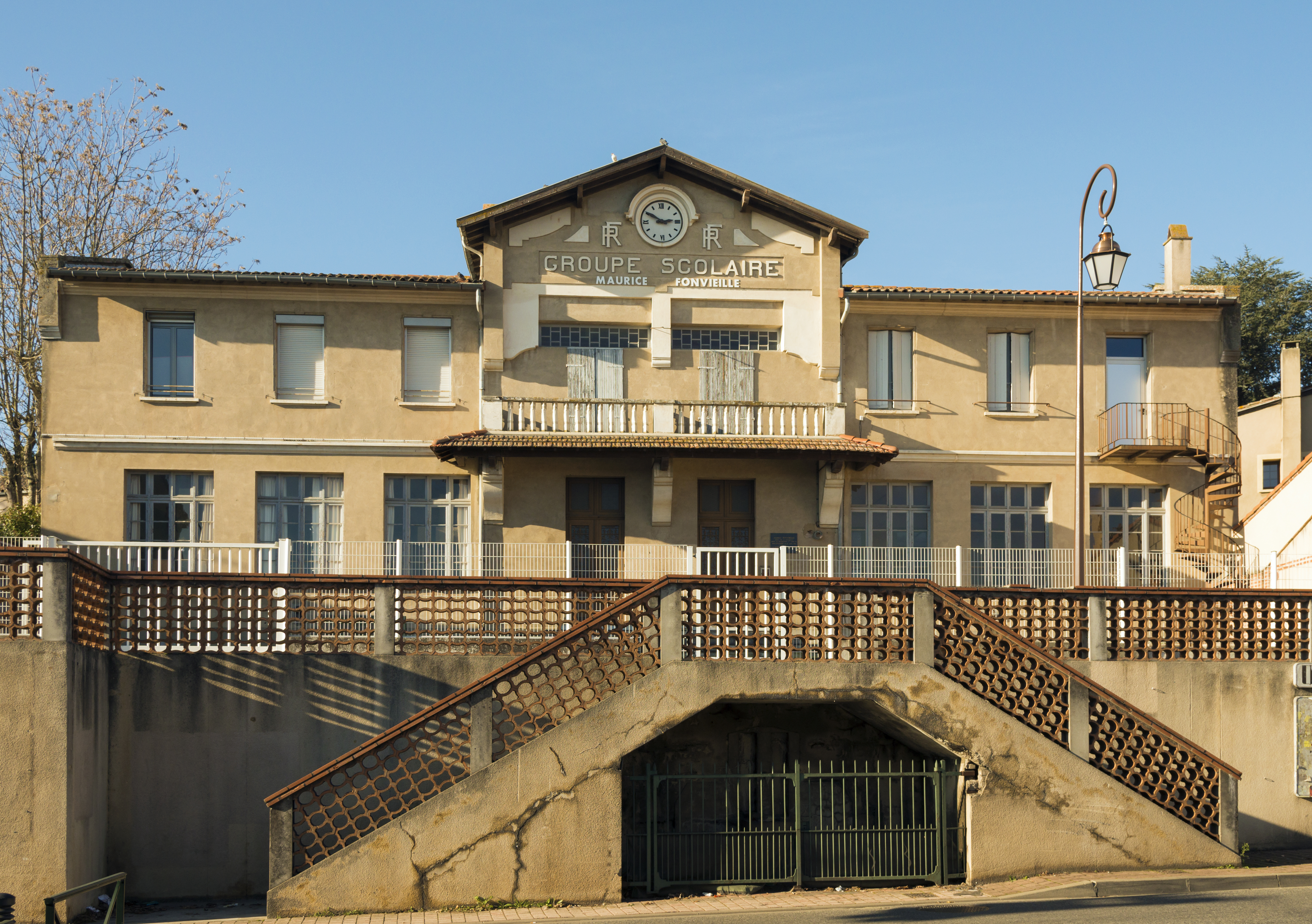
Groupe scolaire Maurice Fonvieille.

À Pibrac se trouvent deux écoles maternelles, deux écoles élémentaires, un collège ainsi qu'un lycée d'enseignement général et technologique. Il existe également un groupe scolaire et un collège privés sous contrat.
- Groupes scolaires du Bois de la Barthe et Maurice Fonvieille.
- Groupe scolaire et collège privé Saint-Jean-Baptiste-de-la-Salle.
- Collège du Bois de la Barthe.
- Lycée général et technologique Nelson Mandela.

### Santé
La ville comprend en 2014, 12 médecins généralistes, 3 pharmacies et 1 cabinet d'infirmerie libérale.

### Culture
Théâtre musical de Pibrac

### Sports
Le Pibrac roller skating créé en 1972 pratique le roller sous toutes ses formes et principalement la vitesse sur le patinodrome de la Castanette construit en 1986. Classé 6 fois premier club français, tout en formant de nombreux titulaires de l’équipe de France. L’année 2023 fut particulièrement remarquable par l’obtention de 5 titres de champions d’Europe et un titre de champion du monde : Quentin Poujol 10.000m à élimination.
Pibrac accueille différentes associations sportives, telles que la MJC, des clubs d'arts martiaux (judo, karaté et aïkido), hippique (Club hippique de Pibrac (FFE), initialement appelé club hippique de Toulouse), cycliste...
La ville compte également son club de football, l'Union Sportive Pibracaise (U.S Pibrac), fondé le 14 février 1930. Au cours d'une saison sportive, l'US PIBRAC organise plusieurs tournois. Il s'agit notamment du tournoi de Pâques, du tournoi féminin en septembre, et du tournoi Interpro au mois de juin. Des équipes venant de diverses régions françaises ou de villes européennes sont généralement présentes durant ces tournois.

### Événements
- mars : BiodiverStival, semaine de ciné-débats et d'animation à propos de la Biodiversité
- Juin : pèlerinage de sainte Germaine.
- Tournoi international de football Gérard Sedjal.
- Fin septembre : repas de quartier rue du Cramail
- 2e week-end d'octobre : La Mekanik du rire, un festival de rue autour du Rire et du Partage[53].
- Second dimanche de novembre : Festi Jardin Nature et Plantes[54].
- Novembre : Pyrénicimes, festival sur la montagne.
- Décembre : marché de Noël organisé par la communauté allemande.

### Écologie et recyclage
La collecte et le traitement des déchets des ménages et des déchets assimilés ainsi que la protection et la mise en valeur de l'environnement se font dans le cadre de la métropole de Toulouse Métropole.

## Culture locale et patrimoine

### Lieux et monuments
- Église Sainte-Marie-Madeleine.

Classée au titre des monuments historiques, les restes de Sainte-Germaine y sont conservés dans une châsse.
Le retable, les 6 statues, et les bas-reliefs (lambris) en bois : peint, et doré, du XVIIIe siècle, sont classés depuis 1968.
L'autel, le tabernacle, le crucifix, et les deux statues en marbre sont classés depuis 1968.
L'orgue de tribune est doublement classé au titre des monuments historiques.

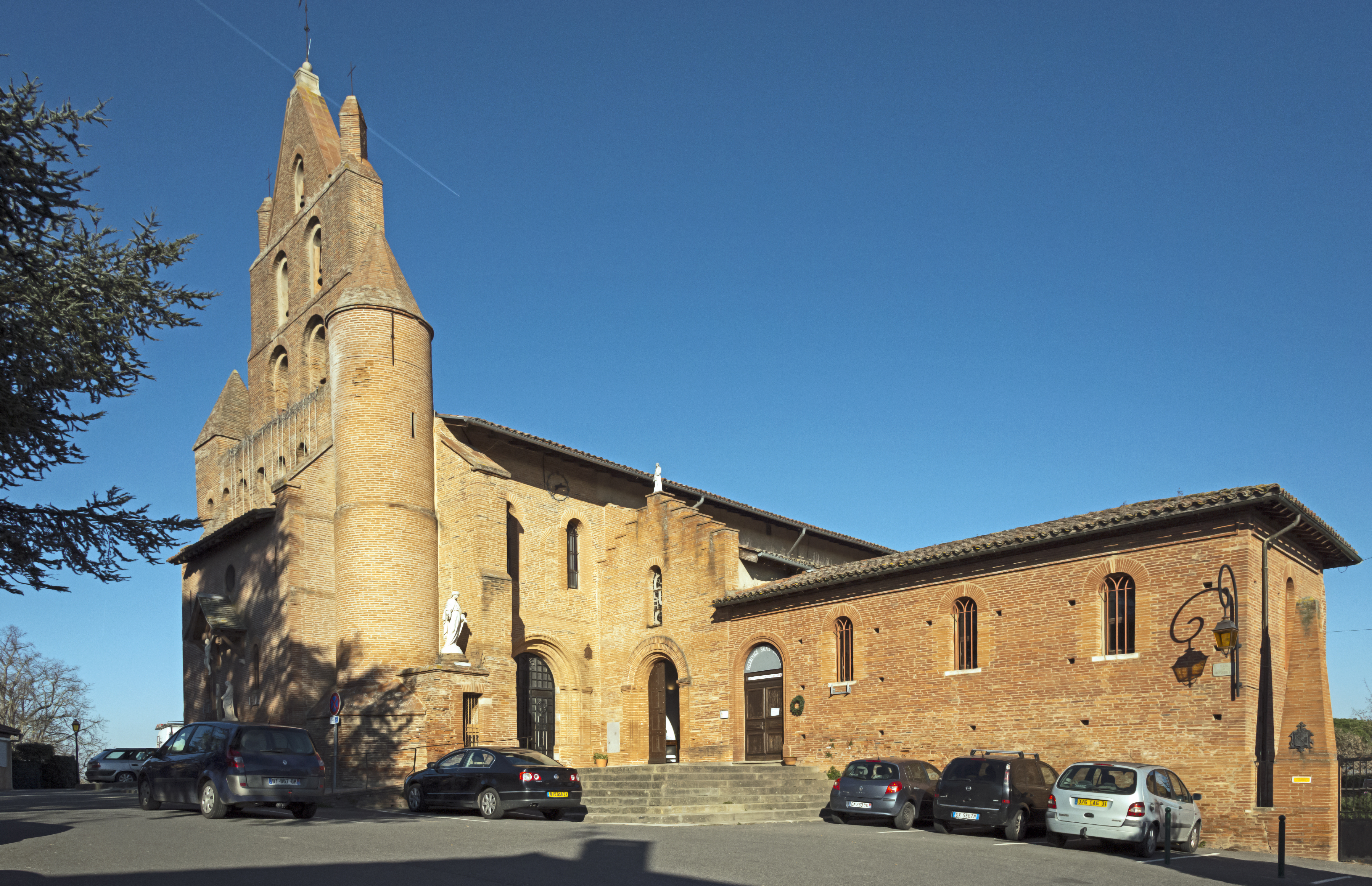
Sainte-Marie-Madeleine de Pibrac.
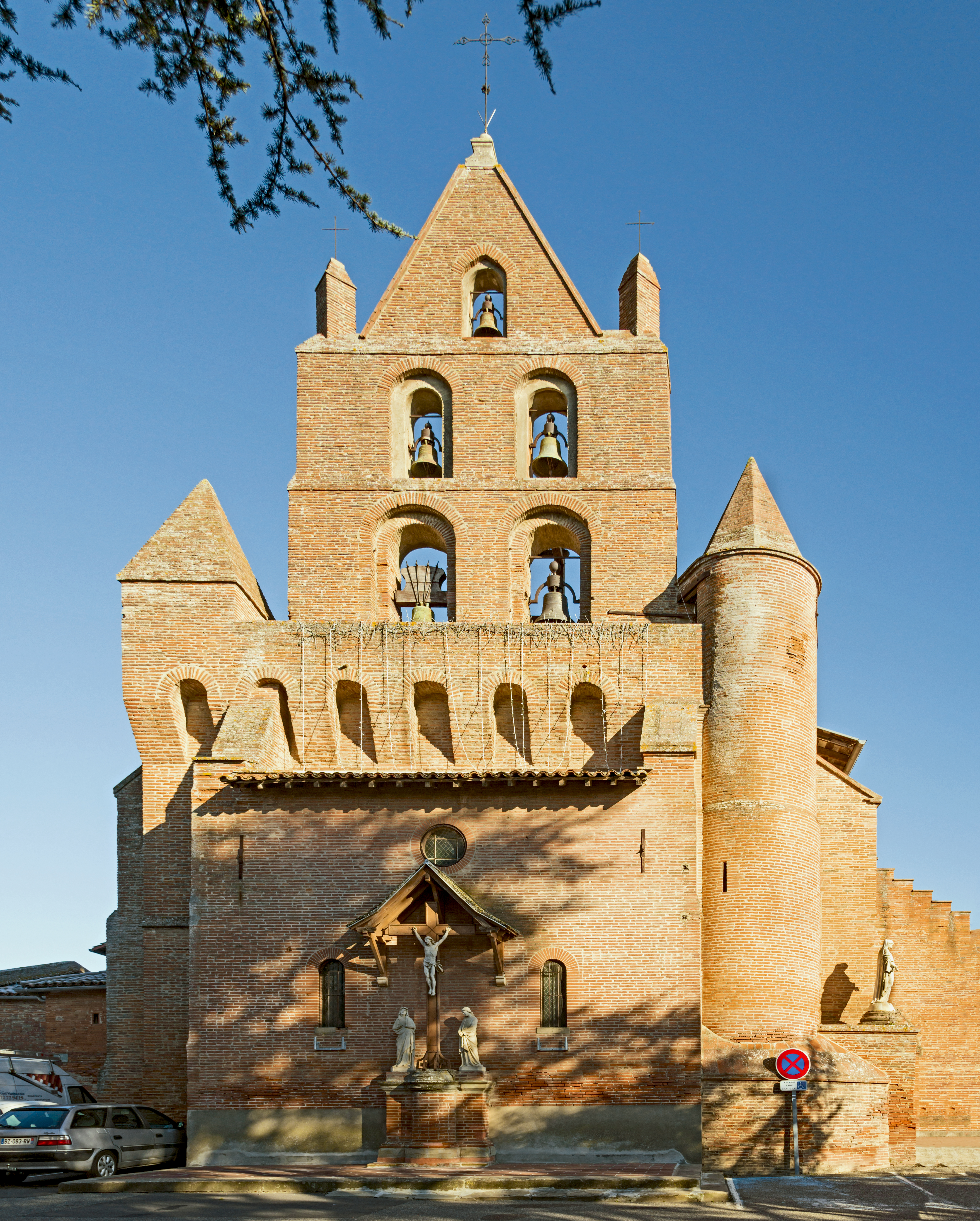
Sainte-Marie-Madeleine de Pibrac, le clocher-mur.
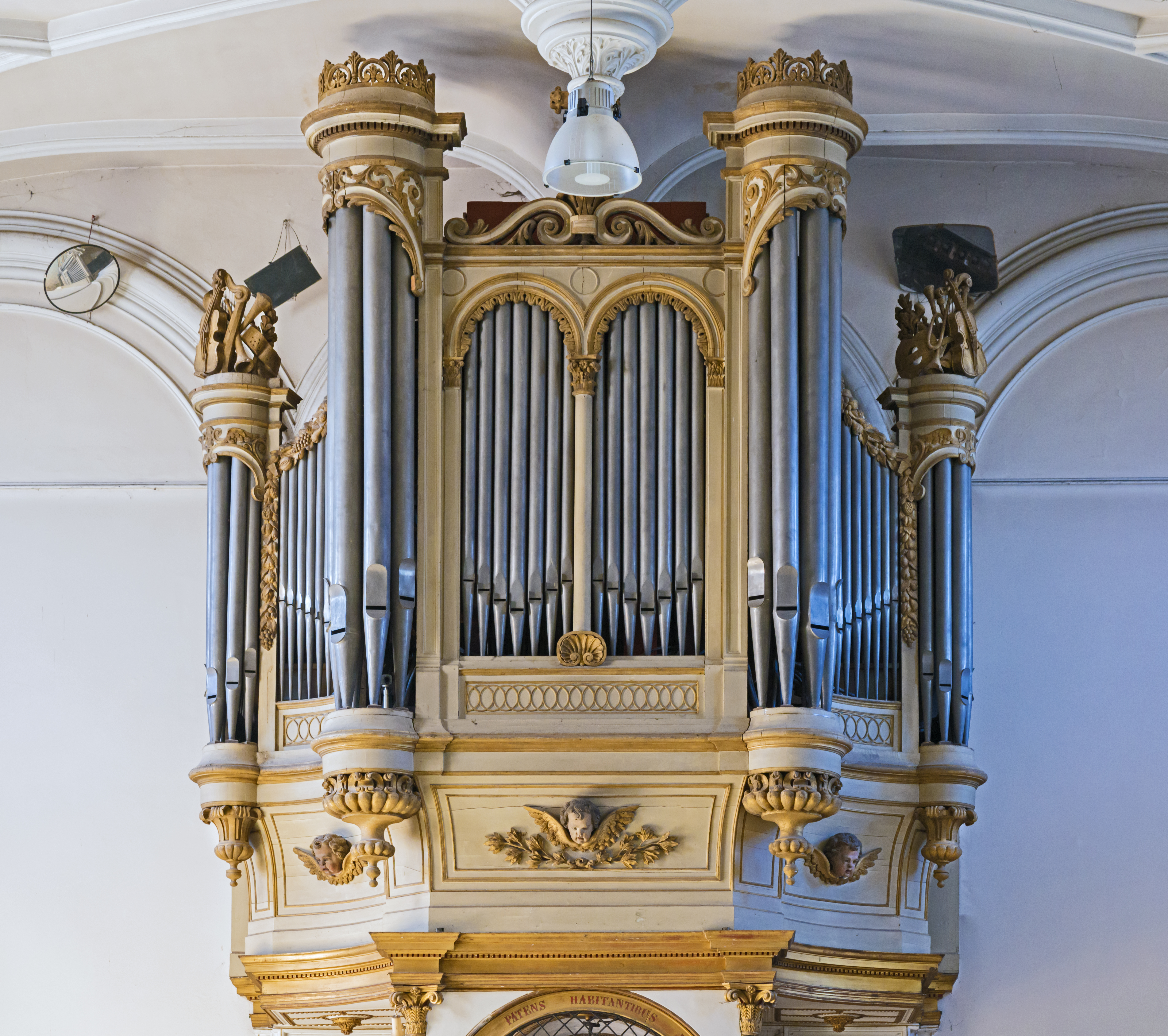
Orgue de tribune.
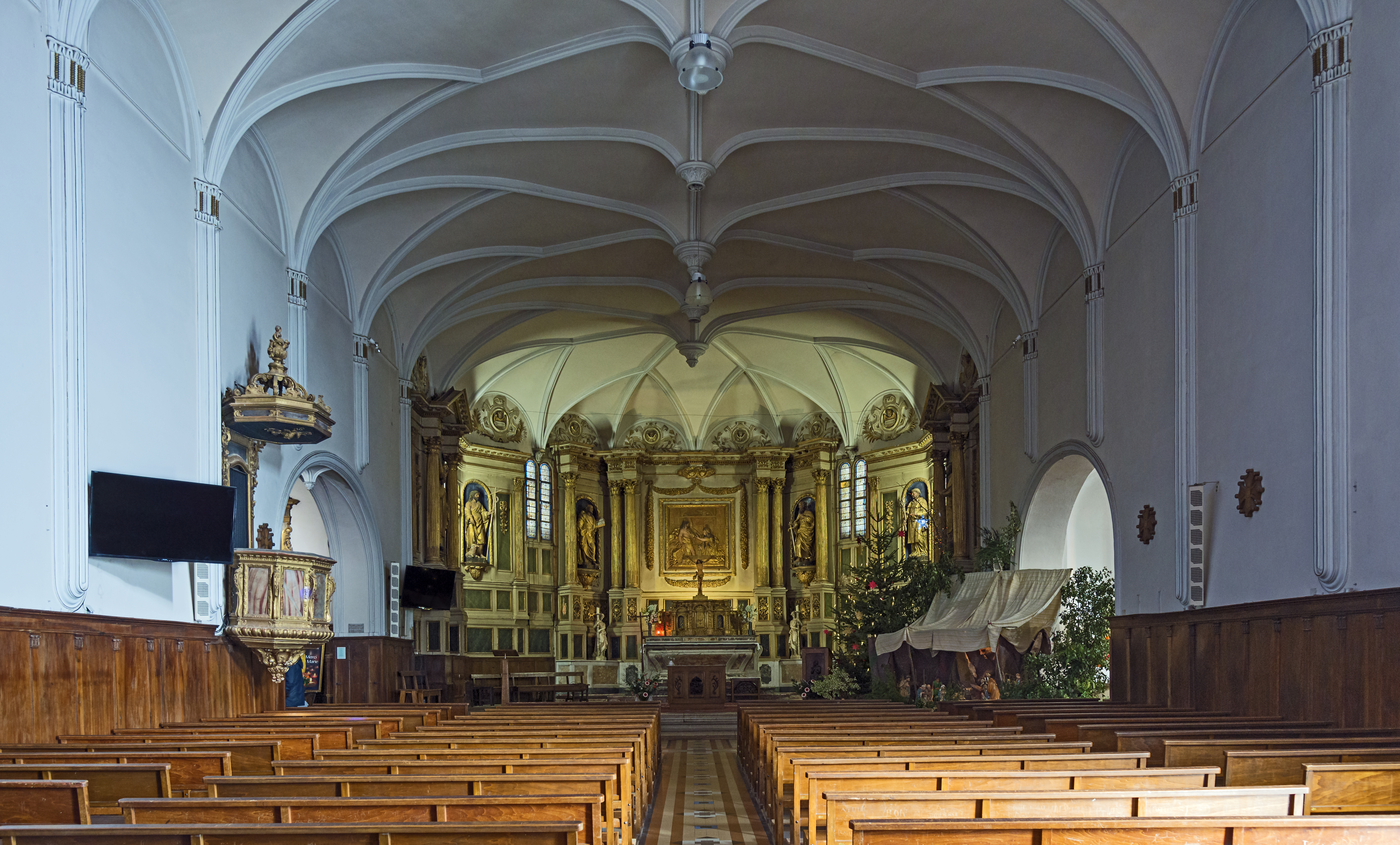
Sainte-Marie-Madeleine de Pibrac - Intérieur.
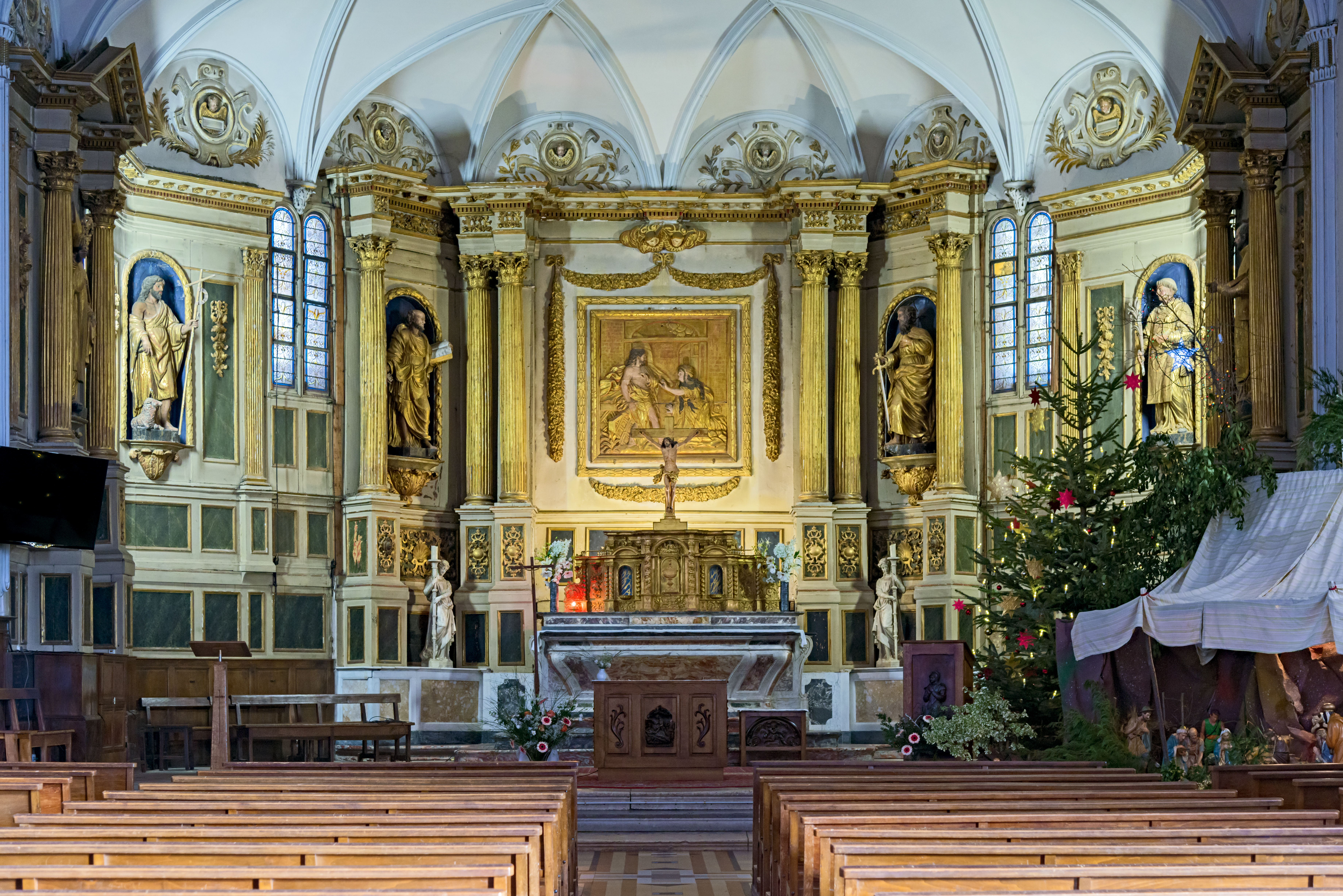
Retable, statues et bas relief, classés.
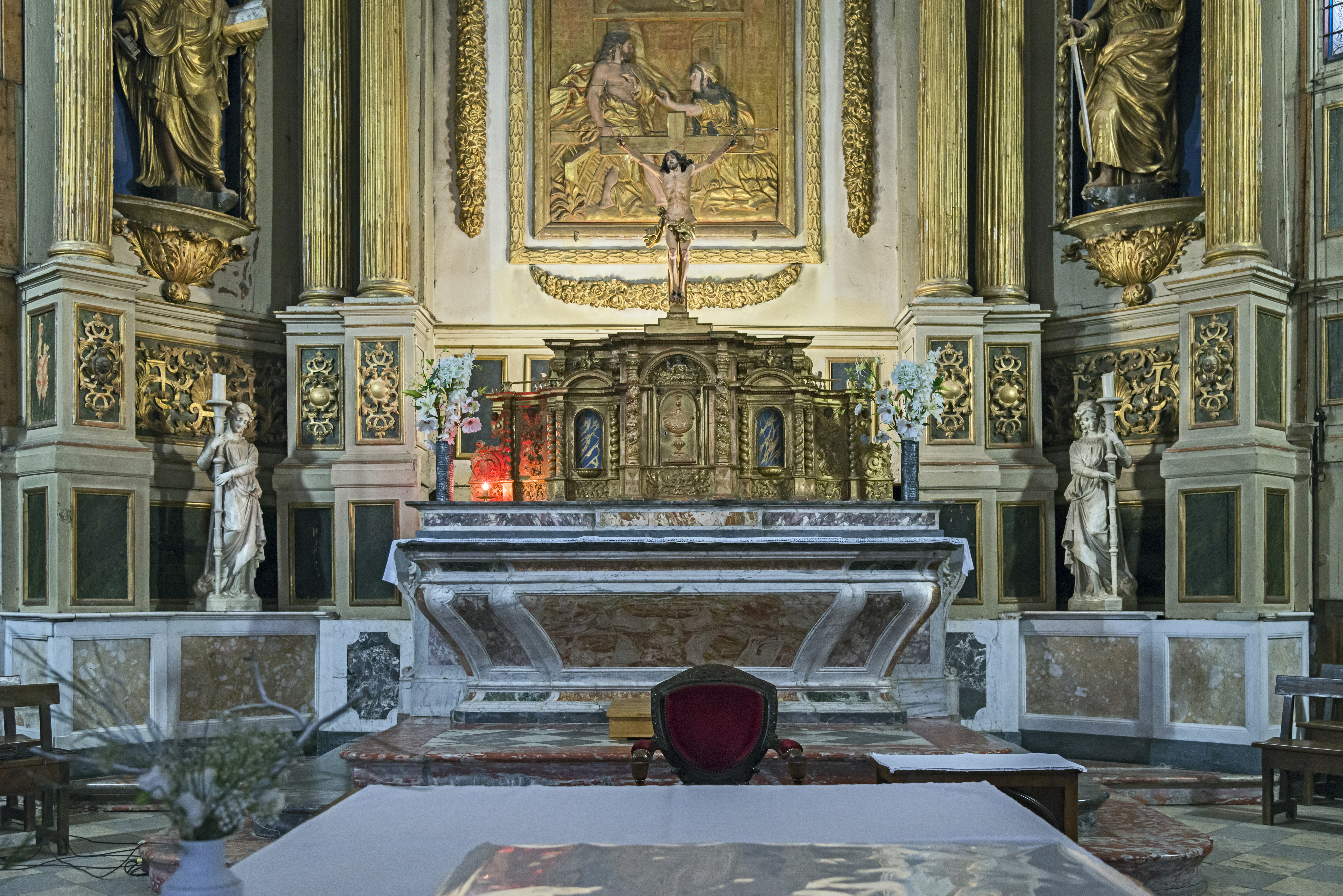
Autel, tabernacle, croix et deux statues classés.
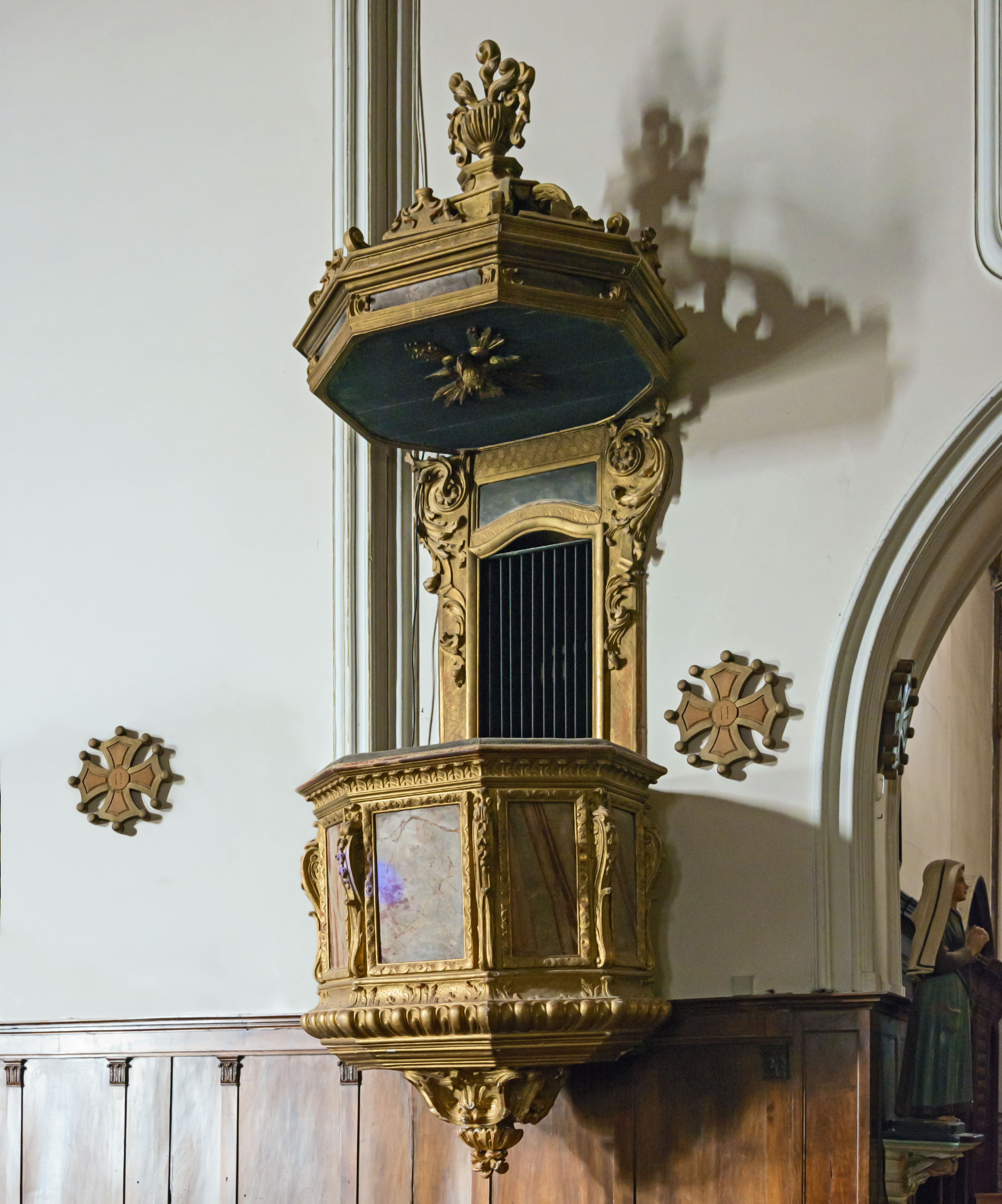
La chaire.
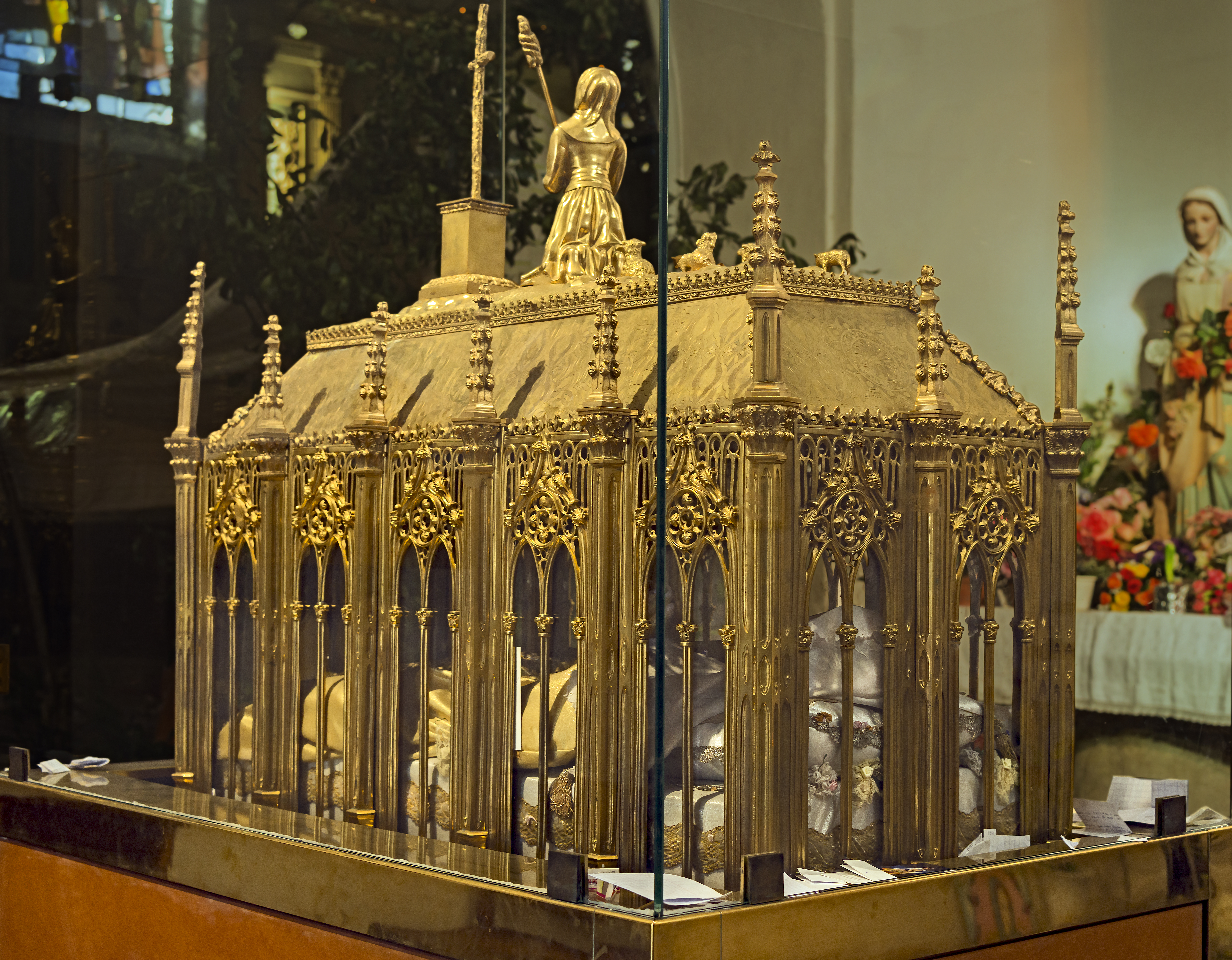
La châsse de Sainte-Germaine.
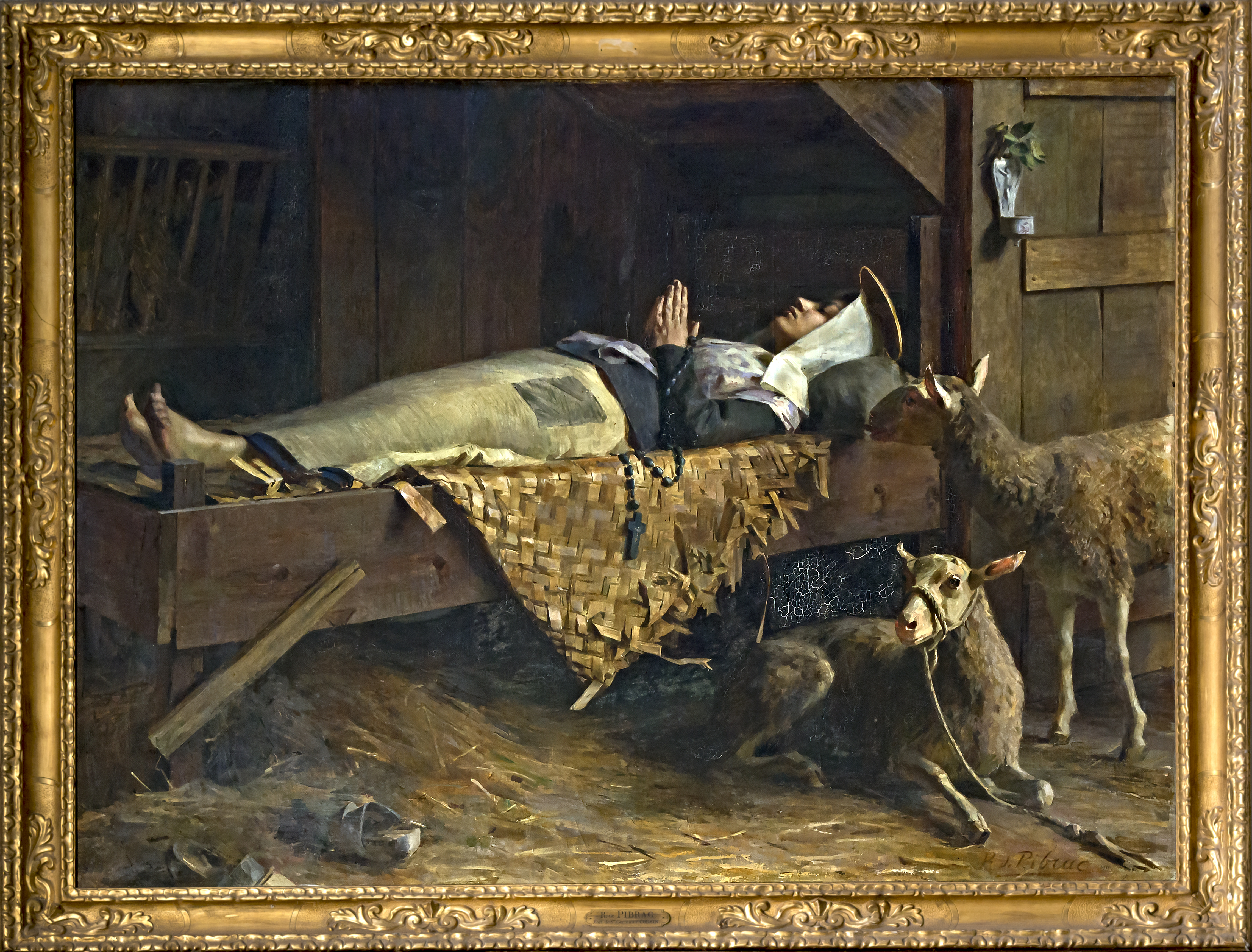
« La Mort de Sainte-Germaine », Raoul de Pibrac.

- Basilique Sainte-Germaine de Pibrac, construite en 1896 par l'architecte Pierre Esquié.
- Prieuré Saint-Dominique de Pibrac.
- Château de Pibrac.
- Porte Henri IV.

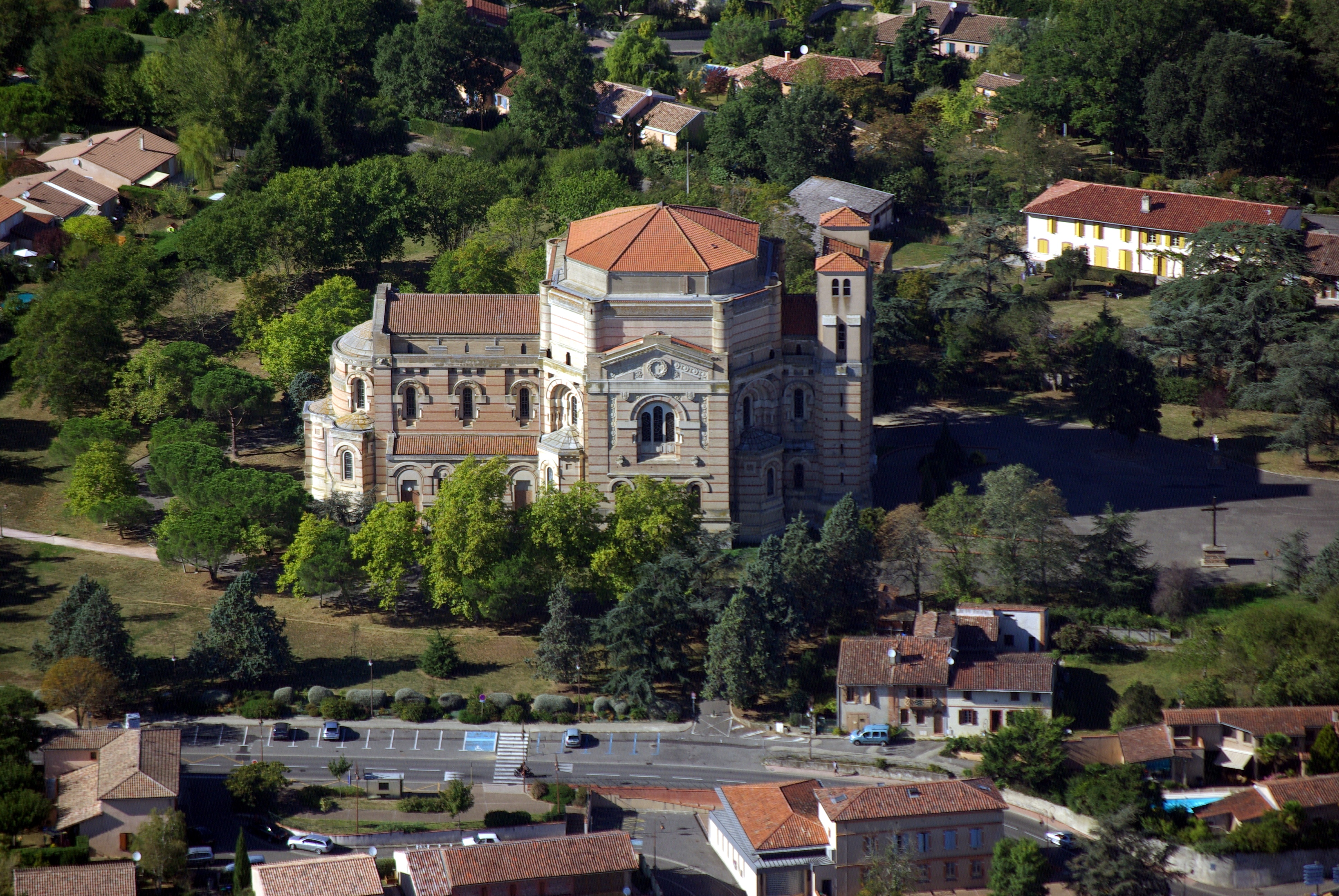
Basilique Sainte-Germaine de Pibrac.
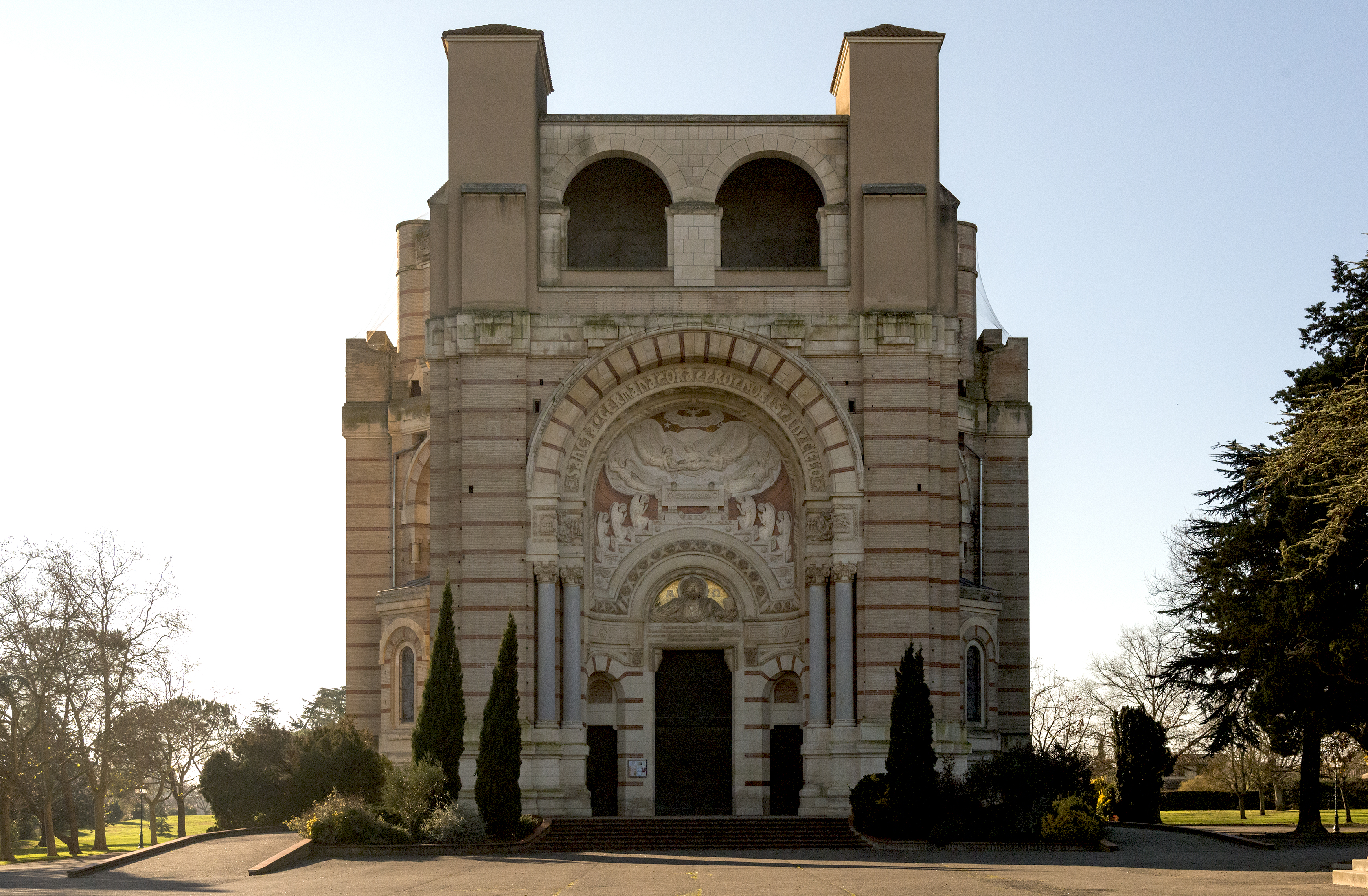
Façade.
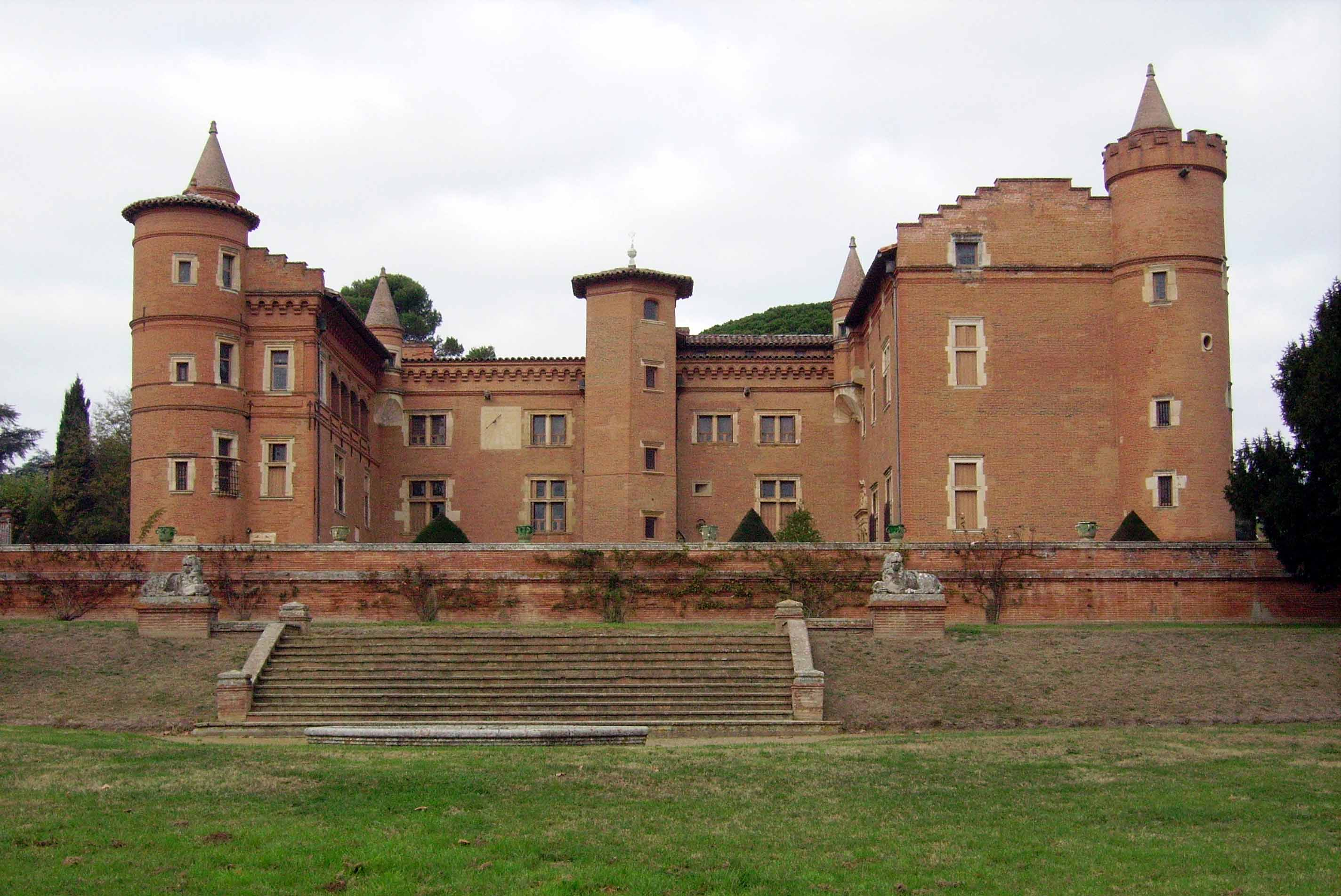
Château de Pibrac.
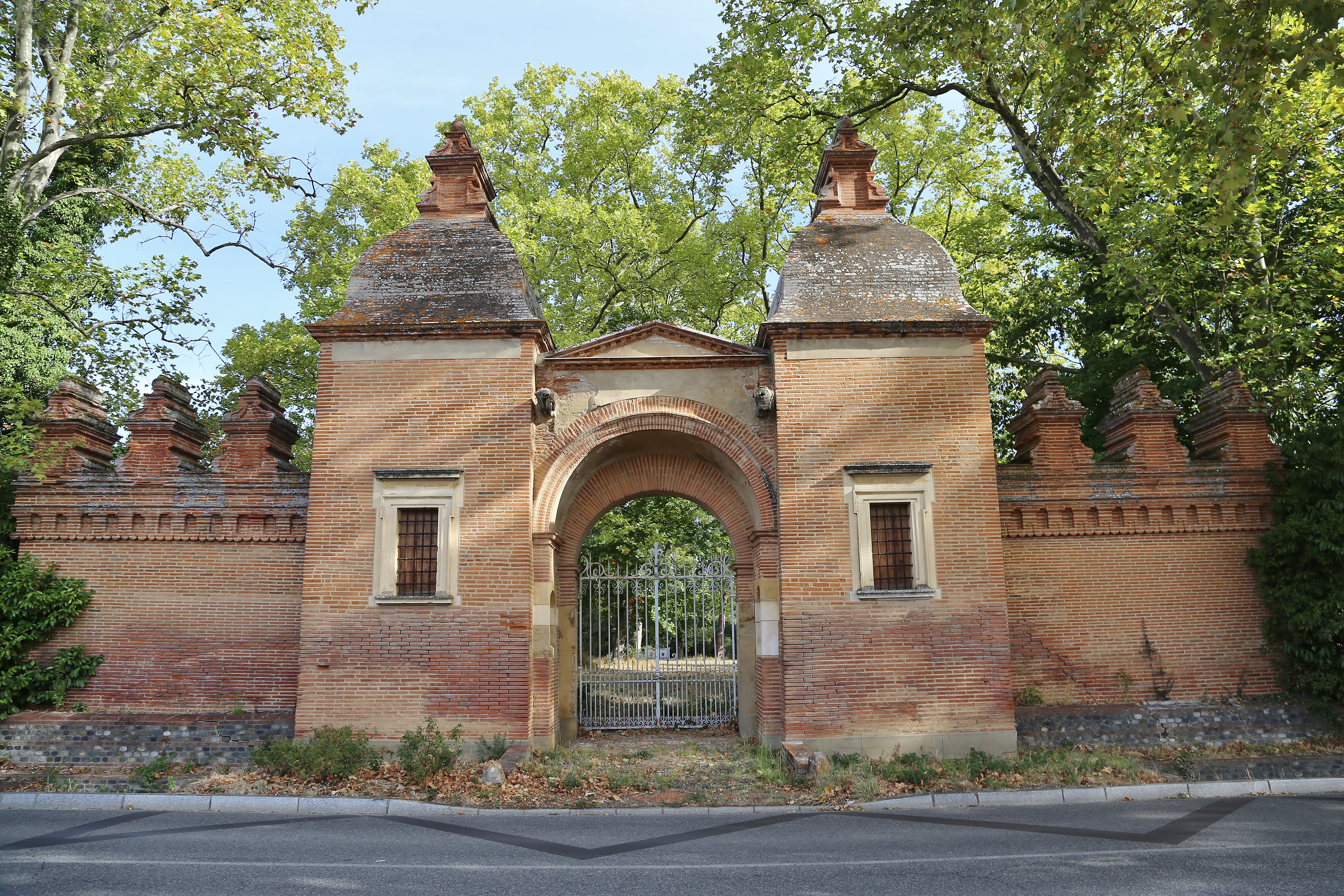
Le portail Henri IV.

### Personnalités liées à la commune
- Lieu de naissance de Guy Du Faur de Pibrac, comte de Pibrac, homme d’État et écrivain (né à Pibrac en 1529 et mort à Paris en 1584). Auteur des « Quatrains » et de « Les plaisirs de la vie rustique ». Accompagne le duc d'Anjou en Pologne. Il est le 1er ministre du roi de Pologne. Organise le retour du duc d’Anjou qui va devenir le roi Henri III, à la mort de Charles IX. Retourne en France et conseille au roi Henri III de terminer les guerres de Religion. Henri III le nomme président du Parlement de Paris. À la suite de la demande du roi de Béarn et de Navarre (futur Henri IV) à Henri III, il est nommé chancelier de Marguerite de Navarre. Puis, peu de temps avant sa mort est nommé chancelier d’Henri III.
- Sainte Germaine, paysanne canonisée. Le pèlerinage à Pibrac est un rendez-vous très fréquenté encore de nos jours.
- Daniel Prix Germain Du Faur de Pibrac, né à Auxerre le 5 février 1750, mousquetaire noir (il ne l'est plus en 1781) capitaine d'infanterie. Il est institué légataire général et universel d'Anne du Faur (décédée le 5 novembre 1788), dernière représentante de la branche des Du Faur de Pibrac, à charge pour lui de relever le nom de Pibrac. Député de la noblesse aux États généraux de Versailles en 1789, chevalier de Saint-Louis et dernier possesseur du fief de Cormont dans la commune de Boismorand (Loiret), commune dont il possédait la quasi-totalité des terres avant et après la Révolution. Marié en 1784, à Angélique Anne d'Hallot, il meurt à Orléans, où il était adjoint au maire, le 18 août 1826[60].
- Jean Garaud, seigneur de Pibrac.
- Ville de résidence de Guy Novès, ancien sélectionneur du XV de France (2016-2017) et ancien entraineur et manager du Stade toulousain (1988-1990 et 1993-2015). Il fut professeur de sport pendant plus de vingt ans au collège du Bois de la Barthe à Pibrac, remportant six titres de champion de France scolaire avec l'équipe de l'établissement. Il a d'ailleurs eu comme élèves David Skrela et Grégory Morales, qui ont joué sous ses ordres au Stade toulousain. Il quitte son poste d'enseignant en 2001 pour se consacrer entièrement au Stade toulousain.
- Léon Taverdet.
- Tibo InShape, de son vrain nom Thibaud Delapart, est un vidéaste youtubeur spécialisé dans le domaine de la musculation ayant 25 millions d'abonnés (Mai 2024). Il a passé toute son enfance à Pibrac, de 3 à 23 ans. Il a sorti une vidéo le 29 janvier 2021 spécialement pour parler de la ville et des lieux qu'il y a fréquenté.
- Luc Julia, né en janvier 1966 à Toulouse, est un ingénieur et informaticien franco-américain, spécialisé dans l'intelligence artificielle. Il est l'un des concepteurs de l'assistant vocal Siri. Ancien vice-président de Samsung chargé de l'innovation, il rejoint Renault en 2021 en tant que directeur scientifique. Il a passé son enfance à Pibrac.

## Pour approfondir